# Reggie de Jong
Pour les articles homonymes, voir de Jong.
Regina Constance "Reggie" de Jong, née le 7 janvier 1964 à Hilversum, est une nageuse néerlandaise.

## Biographie
Reggie de Jong participe aux Jeux olympiques d'été de 1980 à Moscou ; elle remporte la médaille de bronze sur 4 × 100 mètres nage libre avec Conny van Bentum, Wilma van Velsen et Annelies Maas, termine cinquième de la finale du 200 mètres nage libre et septième du 400 mètres nage libre. Elle est aussi éliminée en séries du 800 mètres nage libre lors de ces Jeux.

## Palmarès

### Championnats d'Europe
- Championnats d'Europe 1983 à Rome (Italie) :
  -  Médaille de bronze du relais 4 × 200 m nage libre.